# Forcis
Forcis (en grec antic: Φόρκυς) és una divinitat marina que pertany a la primera generació de déus. Segons la Teogonia d'Hesíode era fill de Pontos i de Gea, i germà de Nereu, Taumant, Euríbia i Ceto. Va casar-se amb la seva pròpia germana, Ceto, i van tenir diversos fills, especialment les «dones velles», les Grees o les Fòrcides, que tenen un paper en la llegenda de les Gorgones, les seves germanes, i Perseu.
També se'l fa pare del monstre marí Escil·la, i d'Equidna i les Hespèrides. De vegades se'l fa avi de les Eumènides.
Una llegenda romana diu que Forcis era un rei molt vell de Còrsega i Sardenya, que va lluitar amb Atlant en un combat naval i va morir ofegat. El seu poble el va divinitzar i el va convertir en un déu del mar.